# Dubliner (James Joyce)

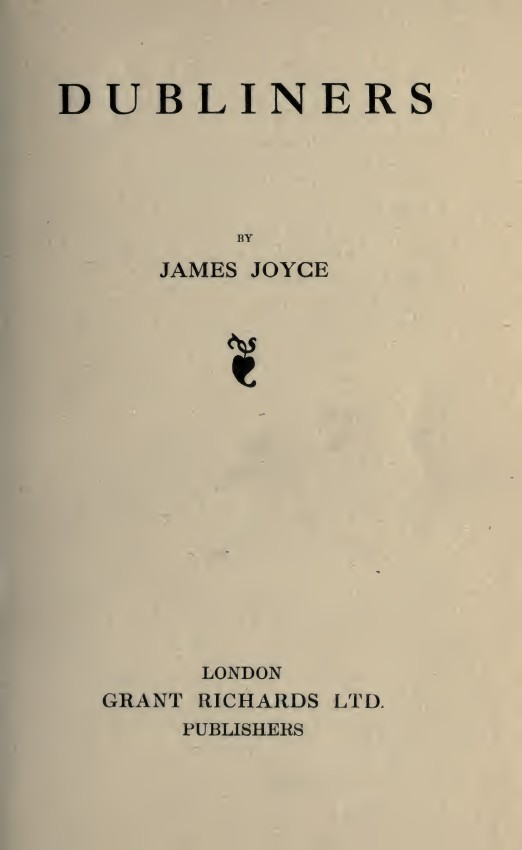
Dubliners, 1914

Dubliner (Originaltitel: Dubliners) ist ein Zyklus von 15 Kurzgeschichten des irischen Schriftstellers James Joyce.
Dieses erste Prosawerk des später für seinen Ulysses berühmt gewordenen Autors entstand zwischen 1904 und 1907, erschien aber erst 1914 erstmals bei Grant Richards in Buchform. Joyce behauptete später, vierzig Verleger hätten das Buch zuvor abgelehnt.

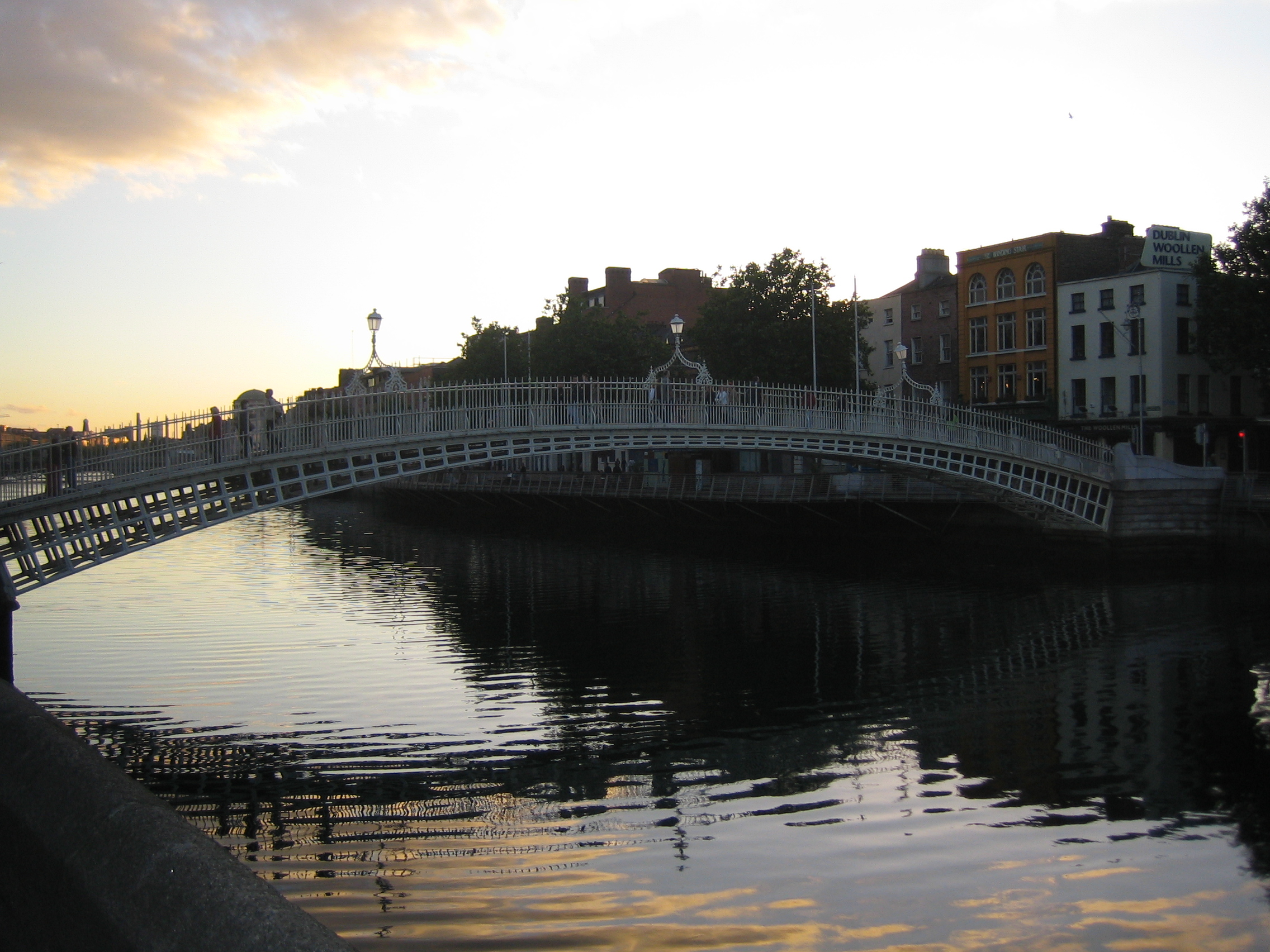
Ha’(lf) Penny Bridge

## Entstehung
Joyce hatte im Frühherbst 1904 in Paris den Plan für das Buch entwickelt. Laut dem Literaturwissenschaftler Richard Ellmann wollte er vier Lebensphasen der Stadt darstellen, die er als eine Person ansah. Die erste sollte durch ihre Kinder, die letzte durch ihre Erwachsenen beschrieben werden. Gerade eben hatte er Dublin verlassen und plante, in Paris Medizin zu studieren, als der Tod seiner Mutter ihn wieder nach Dublin zurückrief. In einer landwirtschaftlichen Zeitung veröffentlichte Joyce drei der Kurzgeschichten, die später in die Dubliner aufgenommen werden sollten. Daraufhin bot ihm die später von George (A. E.) Russell geleitete Zeitschrift The Irish Homestead an, für ein Honorar von einem Pfund eine Geschichte von 1800 Wörtern zu verfassen. Es erschienen daraufhin die jeweils erste Version von Die Schwestern, Eveline und Nach dem Rennen. Nach heftigen Protesten der Leser, die eine leichter lesbare, unterhaltsame Geschichte erwartet hatten, wurde schon die vierte Erzählung abgelehnt. 1907 beendete Joyce den Zyklus in Triest.

## Inhalt und Stil
Die Erzählungen spielen alle in Dublin, der Geburtsstadt des Autors, mit der ihn Zeit seines Lebens eine Hassliebe verband. In ihnen wird die Welt des kleinen bis mittleren Bürgertums geschildert, eine autobiographische Komponente. In einer lockeren chronologischen Ordnung – von den Erlebnissen eines Kindes bis zu denen von Erwachsenen – geht es in der Mehrzahl der Erzählungen um die Paralyse, die Lähmung der irischen Gesellschaft. Laut dem Literaturwissenschaftler Jörg Drews ist das geheime Thema des Buches „frustration, also eine Desillusionierung, eine Enttäuschung oder ein moralisches Versagen“.
Wie oft bei Joyce sind die Texte arm an äußerer Handlung. Es geht dem Autor um eine differenzierte psychologische Darstellung der Charaktere, um ihre Innensicht. Daher arbeitet er größtenteils mit dem Stilmittel der erlebten Rede, einem Vorläufer des inneren Monologs, wobei er – dies wiederum eine spezifisch Joycesche Ausformung – die (Erzähl-)Sprache den Figuren anpasst. Der Text weist eine Vielzahl von poetischen Figuren auf: Joyce experimentiert mit Wort- und Kontext-Ellipsen sowie mit Motiv-Texturen (ein Motiv durchzieht in verschiedenen Variationen den gesamten Text), er entwickelt die Einleitung der stufenförmigen Hinführung, erprobt Pointen und schärft seine „Epiphanien“, das Aufleuchten eines wesentlichen Merkmals in einem besonderen Moment.

## Erzählungen

### Die Schwestern (The Sisters)
Die Erzählung handelt vom Tod des Reverend James Flynn, erzählt aus der Perspektive eines Jungen, dessen väterlicher Freund und Mentor der Geistliche offensichtlich bis zuletzt gewesen war und der ihn im Gespräch in Allgemeinbildung, Ethik und Religion unterrichtet hatte. Die Handlung spielt am Abend des Todes sowie am darauf folgenden Tag.
Noch bevor er vom Tod seines Freundes erfährt, sinniert der Junge darüber, dass es für diesen nach seinem inzwischen dritten Schlaganfall wohl keine Hoffnung mehr geben wird. Als er zu Tante und Onkel nach Hause kommt, erhält er von einem dort weilenden Freund der Familie die Nachricht vom Tod des Priesters. Aus den Gesprächen der Erwachsenen wird deutlich, dass diese den Toten, der anscheinend schon seit geraumer Zeit seines Amtes enthoben war, für psychisch krank und nicht ganz richtig im Kopf hielten.
Am nächsten Tag vergewissert sich der Junge am Trauerhaus, wo eine Todesanzeige hängt, von der Richtigkeit der Nachricht vom Tod seines Freundes, traut sich aber nicht, das Haus zu betreten. Erst am Abend besucht er gemeinsam mit seiner Tante das Trauerhaus, wo sie von den beiden Schwestern des Toten in das Totenzimmer geführt werden. Wieder erhält der Junge aus den Gesprächen der Erwachsenen Einblicke in deren Sichtweise auf seinen verstorbenen Freund: „Es war dieser Kelch, den er zerbrochen hat […] Damit hat es angefangen. Natürlich, es heißt, daß es nicht schlimm war, daß nichts drin war, meine ich. Aber trotzdem …“ Es entsteht der Eindruck, dass der Reverend nach diesem Ereignis allmählich dem Wahn verfallen war: „Hellwach und wie wenn er für sich lachen täte […] also dann natürlich, als sie das sahen, da haben sie gedacht, daß irgendetwas mit ihm nicht mehr stimmte“.
Die erste Fassung der Erzählung entstand bereits im Jahr 1904 und wurde am 13. August 1904 in The Irish Homestead (unter dem Pseudonym Stephen Daedalus) veröffentlicht. Sie wurde von den überwiegend fromm-katholischen Lesern sehr gemischt aufgenommen, da das Verhalten des Priesters vor seinem Tod nicht den gängigen Erwartungen der Zeit an einen Priester entsprach. 1906 überarbeitete Joyce die Geschichte stark, um sie als Eröffnungsgeschichte in den geplanten Kurzgeschichtenzyklus Dubliners zu integrieren. So fügte Joyce unter anderem gleich zu Beginn die Reflexionen des Jungen über die Lähmung ein, die einerseits als Folge der Schlaganfälle des Priesters aufgefasst, andererseits aber zusammen mit den sonstigen später genannten Symptomen auch als Anzeichen eines geistig-spirituellen Verfalls interpretiert werden konnten. Diese überarbeitete Fassung wurde im Jahr 1914 in Buchform gemeinsam mit den anderen Erzählungen veröffentlicht.
Stil und Konstruktion arbeiten immer wieder mit einer Textur der Ellipsen, Aussparungen und suggestiven Andeutungen: direkt mit den Auslassungszeichen, mit warnend-undeutlichen Anspielungen in den Gesprächen beim Besuch im Totenhaus, mit dem Ansetzen des Priestergesichts zu einer Beichte im Traum des Jungen und in der Erinnerung an das rätselhafte Lächeln des Verstorbenen (über den Glauben, über die Gläubigen?). Zugleich wird die Lähmung der Figur des verstorbenen Paters in einer dichten Symbolik und Metaphorik zu einer Lähmung der Stadt Dublin überhöht.

### Eine Begegnung (An Encounter)
Während eines geschwänzten Schultages streifen der Ich-Erzähler und sein Freund auf der Suche nach Abenteuern durch entferntere Außenbezirke Dublins. Draußen auf einem Feld begegnen sie schließlich einem älteren Mann, der sich zu ihnen setzt und sich u. a. über das Interesse von Jungen an Mädchen, vor allem aber immer wieder über die Notwendigkeit harter körperlicher Züchtigungen von Jungen auslässt. Die Jungen sind mehr und mehr irritiert und suchen schließlich auf unterschiedliche Weise das Weite.
Die Motivation des hinzutretenden Mannes, dessen Gespräch vermutlich ein Annäherungsversuch in pädophil-sadistischer Absicht ist, bleibt undurchschaubar: Einerseits spricht er rätselhaft und wie über ein Geheimnis, andererseits „kreisten seine Gedanken […] Runde um Runde langsam auf immer der gleichen Umlaufbahn“, ohne dass der Ich-Erzähler den Kern begreifen kann. Einmal steht der Mann kurz auf und scheint in Sichtweite der Kinder zu masturbieren: „Na sowas! Guckmal, was er da macht!“, ruft der Freund des Ich-Erzählers aus.
Ein doppeltes unaufgelöstes Rätsel bestimmt die Erzählung: Einerseits will der Ich-Erzähler nicht genau hinsehen, was der ältere Mann „da macht“, andererseits ist er von den Ansichten des Mannes und von seiner Stimme fasziniert: „Ich überlegte noch, ob ich weggehen sollte oder nicht, als der Mann zurückkam und sich wieder neben uns setzte.“ In diesen widerstreitenden Tendenzen entsteht eine zeitweilige Lähmung der Figur. Während der Freund vom Anfang der Begegnung an den Mut zu frechen Fragen hat und sich bis ans andere Ende des Feldes entzieht, indem er eine Katze verfolgt, gelingt es dem Erzähler schließlich nur mit großer Willenskraft, seinem stärkeren Freund hinterherzugehen.
Wie später in anderen Erzählungen der Dubliner (Nach dem Rennen, Zwei Kavaliere, Eine kleine Wolke, Entsprechungen, Ein betrüblicher Fall) stellt Joyce in den Protagonisten Handlungskonzepte gegenüber, die in ihren Unterschieden für ihn die irische Misere erklären.

### Arabia (Araby)
Die Erzählung beschreibt die erste Romanze des Ich-Erzählers mit der Schwester seines Freundes und damit zugleich seinen Aufbruch in das neue Land der Pubertät. „Araby“ ist der orientalische Basar in Dublin, von dem der Erzähler seiner Angebeteten etwas mitzubringen versprochen hat und „Araby“ ist auch die Metapher für das Ferne, Unbekannte. Weil sein Onkel aber an jenem Abend sehr spät nach Hause kommt, kann der Junge erst abends nach 21 Uhr aufbrechen und ist 10 Minuten vor der Schließung in der großen Halle mit der Galerie, in der schon fast alle Stände geschlossen sind, wie er wütend geworden und sich lächerlich fühlend feststellt.
Als Grundfigur formt sich auch hier am Ende der Abbruch eines Aufbruchs: Der Basar, schon fast ohne Kunden und Verkäufe, ist nur noch eine leere, dunkle Hülle der Geschäftigkeit, eine gigantische Ellipse, in der das Vorhaben des Jungen ins Leere läuft.

### Eveline
Die Erzählung beschreibt die letzten Stunden vor der geplanten Abreise, ja Flucht, einer 19-Jährigen aus Dublin zusammen mit ihrem Geliebten auf einem Schiff nach Buenos Aires. Sie lässt vor ihrem inneren Auge die Spiele ihrer Jugend Revue passieren, die vertrauten Gegenstände im Elternhaus, den Wahnsinn der Mutter, die nach ihrem Tod sich steigernde Gewalttätigkeit des Vaters, ihre Arbeit als Verkäuferin… Schließlich, im allerletzten Moment, fehlt es ihr an Kraft, sich selbst von den Bindungen an ihre Heimat zu befreien: Auf der Spur ihrer im Wahnsinn geendeten Mutter klammert sie sich in Panik an das Gitter auf dem North Wall Quay – und bleibt zurück.
Schon der erste Satz lässt das Thema von Fesselung und Befreiung, von Resignation und Gewalt anklingen: „Sie saß am Fenster und sah zu, wie der Abend in die Straße eindrang.“ Dann entsteht allmählich eine Textur der Vergeblichkeit durch die folgenden Anspielungen auf das Thema einer sowohl positiv erlebten als auch negativ bzw. passiv hingenommenen Veränderung.

### Nach dem Rennen (After the Race)
Jimmy, der Sohn eines in Dublin reich gewordenen Fleischers, genießt nach der Mitfahrt in einem Rennwagen die Gesellschaft seiner anscheinend wohlhabenden und weltgewandten französischen Bekannten. Diese tragen ihm die finanzielle Beteiligung an einem Automobilgeschäft an und nehmen ihn bei einigen Kartenspielen auf der Segeljacht eines Amerikaners aus, wogegen er sich nicht wehrt. Der Geschäftigkeit und geschickten Steuerung der Konversation durch die kontinentalen Europäer setzt der Inselzögling Jimmy nur seine dauernde „Aufregung“ entgegen, die es den anderen leicht macht, ihn über den Tisch zu ziehen.
Das Thema der Paralyse wird hier als Verlangsamung aller Bewegungen variiert, die stufenförmig erstarren: Die Erzählung beginnt bei den ins offene Dublin hineinrasenden Rennwagen und endet in der geschlossenen Kajüte des Segelbootes, in welcher der naive Jimmy sein Geld an die Kumpane verliert. Während Jimmy dort seine durch das lange Spiel und den Alkohol verursachte „dunkle Betäubung“ genießt, machen sich die anderen trotz der durchzechten Nacht bereit für neue Abenteuer: „Der Tag bricht an, meine Herren.“

### Zwei Kavaliere (Two Gallants)
Zwei junge Männer Anfang dreißig schlendern durch den frühen Augustabend und unterhalten sich über das anstehende Rendezvous des einen mit einem Dienstmädchen. Corley, ihr Verehrer, ist ein dicker, selbstzufriedener, langsam denkender und watschelnd gehender Sohn eines Polizeiinspektors auf seinem Weg in die Kleinkriminalität: Er will das in ihn verliebte Mädchen dazu bringen, an diesem Abend für ihn seine Herrschaften zu bestehlen.
Während das Paar zunächst per Tram zu einem bequemen Plätzchen in einen von Dublins Vororten fährt, wartet Lenehan, der andere, ungeduldig auf den Ausgang der Geschichte. Er ist der sportlichere der beiden Männer, forsch und unerschrocken, kleiner und klüger – aber dennoch am Rande der Verzweiflung über die Ausweglosigkeit seiner Lebenslage: Keine geregelte Arbeit, kein Geld, kein Heim. Nachdem er die Wartezeit mit seiner Wanderschaft durch die nächtlichen Straßen Dublins herumgebracht hat, präsentiert ihm sein Freund tatsächlich den Erfolg des Abends: eine kleine ihrer Herrschaft gestohlene Goldmünze.
Der Sieger der Erzählung ist Corley, der mit seinen familiären Beziehungen, seinen Einstellungen und seiner Statur die Lähmung dieser Stadt personifiziert. Lenehan dagegen besitzt zwar eine Anzahl Talente und ist „ausgestattet mit einem gewaltigen Vorrat an Geschichten, Limericks und Rätseln“ (Vorlieben auch von Joyce), aber alle Anstrengungen haben seine prekäre Lage bisher nicht verbessert. Welche Zukunft kann Dublin aber haben, wenn nicht einmal der fast sympathische Lenehan eine hat?

### Die Pension (The Boarding House)
Erzählt wird die Vorgeschichte des Moments, in dem die Wirtin einer Pension an einem Sonntagmorgen einen ihrer Stammgäste zu sich rufen lässt, um ihm die Entehrung ihrer Tochter vorzuwerfen und ihm die Zusage einer Heirat abzupressen.
Die erzählte Zeit sind die etwa 20 Minuten vor dem Kirchgang, die Rückblenden aber erzählen aus dem an Enttäuschungen reichen Leben der entschlossenen Wirtin, aus dem Leben des um seinen Ruf und seine Karriere besorgten Liebhabers und von seiner kleinen Romanze mit Polly, der Tochter der Wirtin.
Die Bausteine der Erzählung werden in großer Ökonomie ausgebreitet und auf die Klimax, die Herabrufung des Gastes aus seinem Zimmer hin geordnet. Die eigentliche Verhandlung wird elliptisch behandelt: Joyce hat sie nur durch eine punktierte Linie angedeutet. Ersatzweise aber beschreibt er die schrittweise Stimmungsaufhellung von Polly in ihrem Sündenzimmer oben, während im Parterre die Wirtin den Druck Zug um Zug auf den Liebhaber ihrer Tochter erhöht.
Die Wirtin erweist sich vor allem als geschäftstüchtig und die Moral als knapp kalkuliert: Es war ihre Absicht, die Pension durch die Anwesenheit der hübschen Tochter, jener „kleinen perversen Madonna“, für die männlichen Gäste attraktiver zu machen – und die daraus folgende Romanze unter ihrem Dach konnte sie billigend in Kauf nehmen, um ihre Tochter unter die Haube zu bringen.

### Eine kleine Wolke (A little Cloud)
Thomas Little Chandler, ein kleiner Büroangestellter in Dublin, hat sich mit seinem Jugendfreund Gallaher verabredet, der nach London ausgewandert und dort ein Starjournalist geworden ist. Auf dem Weg zu der verabredeten Bar fühlt auch der furchtsame Chandler den Wunsch zu einem Aufbruch aus dem von ihm beobachteten Elend Dublins. Aber im Verlauf des Gesprächs mit Gallaher und dann zu Hause mit Frau und Kind muss er mehr und mehr erkennen, dass er seinen eigenen Weg nicht mehr ändern wird: „Er würde immer in Dublin bleiben, weil er sich selbst im Weg stand.“ Dieser Traum vom Aufbruch ist die sich schnell auflösende „kleine Wolke“.
Die Vision Chandlers von einer poetischen Karriere wird, so schnell sie auftaucht, so schnell auch wieder durch Chandler selbst demontiert: er ist klein, sein Leib zerbrechlich, er wird schnell aufgeregt und furchtsam, muss „tapfer“ durch die eigene Stadt laufen und nippt nur an seinem Whisky, während sein Freund das Glas „verwegen zum Mund reißt“. Manche Objektbeschreibungen und die persönlichen Eigenschaften Chandlers unterstreichen immer wieder diesen Gegensatz zur erforderlichen „Verwegenheit“. Die anfängliche Glut des Spätherbstsonnenuntergangs kontrastiert stark mit dem kleinbürgerlichen häuslichen Ambiente, der Kälte und dem Hass der Eheleute Chandler im letzten Teil.

### Entsprechungen (Counterparts)
Farrington, ein Büroschreiber und Alkoholiker, bringt den Rest seines Arbeitstages müde hinter sich und landet einen überraschend schlagfertigen Coup gegen seinen Chef. Danach beginnt er einen Zug durch drei Dubliner Kneipen, in denen er mit seinem Einfall prahlt. Aber er verliert beim Armdrücken und kommt ohne Geld und nicht einmal richtig betrunken nach Hause. Immerhin schafft er es noch, dort seinen kleinen Sohn ersatzweise brutal zu verprügeln.
Die Hauptfigur ist eine Personifikation des Selbstmitleids: Gegenüber dem kleinen, zerbrechlichen, quicken und eifrigen Chef aus dem Norden ist „der Mann“, wie Farrington oft distanzierend ohne seinen Namen genannt wird, das „entsprechende“ Gegenteil: mit einem „sackenden Gesicht“, „schweren Schritten“, „schmutzigem Weiß“ im Auge und unklaren Gedanken im Kopf, häufig durstig, aufbrausend und rachsüchtig. Das selbstverschuldete Scheitern, das Gefühl der Demütigung und die hieraus entspringende Gewalttätigkeit gegenüber seinen Zechkumpanen, seiner Frau und dem Kind – Joyce’ irische Zustandsbeschreibung.

### Erde (Clay)
Maria, eine kleine und unscheinbare, vielleicht auch hässliche Frau geht nach ihrer Arbeit in einer Dubliner Waschanstalt zu einem ihrer früheren Ziehsöhne, der inzwischen eine eigene Familie und Kinder hat. Sie wollen zusammen Halloween feiern und sie kauft unterwegs ein dickes Stück Plumcake, das ihr aber in der Tram wegen ihrer Verwirrung durch einen freundlichen älteren Mann abhandenkommt. Bei den Spielen der Kinder ihres Ziehsohnes wird sie von ihrem peinlichen Verlust abgelenkt, aber bei einer Art Topfschlagen greift sie mit verbundenen Augen in eine unanständig „weiche feuchte Masse“: Erde aus dem Garten. „Maria begriff, dass diesmal etwas nicht gestimmt hatte …“, aber sie darf den Abend mit dem Vortrag ihres Sehnsuchtsliedes beenden.
Das Adjektiv nett wird elf Mal verwendet, um die Erwartungen und Urteile der Hauptfigur zu beschreiben. Sie hält sich für eine Frau mit einem „netten propren kleinen Körper“ und träumt von Liebe und Ehe, aber unterwegs zu ihrem Ziel bricht „das Leben“ mehr und mehr in ihre Welt ein: Sie erinnert sich daran, dass die leibliche Mutter die beiden Ziehbrüder vernachlässigt hatte und sich die Brüder heute hassen, dann geht ihr der Plumcake verloren und zum Schluss greift sie in die eklige Erde – eine Geschichte der Ironie, mit der das Leben durch eine Milchmädchenrechnung trampelt. Aber Joyce denunziert seine Hauptfigur nicht, sondern bleibt solidarisch mit ihr, deren Wollen und zugleich Nicht-anders-Können er einfühlsam zeigt.

### Ein betrüblicher Fall (A Painful Case)
Ein allein lebender, intellektuell interessierter und akkurater Bank-Kassierer lernt bei einem Konzert die vereinsamende Ehefrau eines Kapitäns kennen. Bei einer Vielzahl von Konzertbesuchen, Spaziergängen und Gesprächen entdecken sie ihre Seelenverwandtschaft. Aber als die Frau einmal seine Hand zärtlich ergreift, entsteht für den Kassierer eine zu große Nähe: Er beendet die nun über das Platonische hinausdrängende Beziehung und verpasst so den Aufbruch in eine vielleicht erfüllte letzte Lebensphase.
Vier Jahre später liest er durch Zufall in der Zeitung vom tödlichen Unfall seiner Bekannten beim Überschreiten der Gleise, an denen der Zug sie erfasst hatte – eine späte Folge ihres vor zwei Jahren massiv gewordenen Alkoholkonsums. Der in seiner Ordentlichkeit erstarrte Bankangestellte akzeptiert erst allmählich seinen Anteil am Tod dieser Frau, die ihn liebte, und sieht einem einsamen Leben hin zum Vergessenwerden entgegen.

### Efeutag im Sitzungszimmer (Ivy Day in the Committee Room)
Im Rahmen einer Wahlkampagne für den Stadtrat von Dublin treffen sich Wahlhelfer an einem kalten Oktobertag in einem Sitzungszimmer und besprechen die Kampagne und die Alternativen der Wahl. Alle sind mit dem Efeublatt am Revers geschmückt zur Erinnerung an Charles Stewart Parnells Todestag. Während seiner gelegentlichen Erwähnung plaudern die Wahlhelfer über ihren mangelnden Einsatz infolge des Regens und ihrer zu dünnen Schuhe, über die Anbiederung bei den Briten, über den unmoralischen Lebenswandel von König Edward VII. und die Schlitzohrigkeit der Wahlkandidaten.
Parnell und seiner Visionen einer irischen Autonomie wird nur noch wie in einer Pflichtübung gedacht. Aber als der Kalfaktor Old Jack das Kaminfeuer wieder anfacht, „stieg sein kauernder Schatten an der gegenüber liegenden Wand empor, und langsam tauchte sein Gesicht wieder hoch ins Licht“: Noch ist die Geschichte nicht ganz erstarrt.
Charles Stewart Parnell, 1846–1891, war ein irischer Nationalist und Führer einer konsequenten Opposition gegen England. Sein politisches Ziel war die irische Home Rule. Parnell wurde als irischer Nationalheld angesehen und oft als „ungekrönter König von Irland“ bezeichnet. Den Engländern gelang es mit einer Scheidungsklage eines Hauptmanns gegen seine Frau, die ein Verhältnis mit Parnell hatte, dessen Nationalist Party zu spalten, was seine Anhänger – u. a. die Familie Joyce – als Verrat der katholischen Kirche und eines Teils der irischen Nationalisten an der irischen Sache betrachteten.

### Eine Mutter (A Mother)
Eine Mutter aus der besseren Gesellschaft Dublins hilft bei der Vorbereitung einer Konzertreihe. Sie regelt mit einem Vertrag den bezahlten Auftritt ihrer Tochter am Klavier als Begleiterin der Sänger bei vier aufeinander folgenden Konzerten. Um die Bezahlung ihrer Tochter entfacht sie einen überflüssigen Streit (wenn es einen Vertrag gibt und er seitens der Mutter eingehalten wird, wird auch das Konzert-Komitee zahlen müssen), der das letzte Konzert zu verhindern droht. Mit diesem Eklat ist die Karriere ihrer Tochter als Klavierspielerin in Dublin schon vor ihrem richtigen Start beendet.
Die Mutter eskaliert diesen Streit wegen einer vermeintlichen Respektlosigkeit ihr gegenüber auf Kosten des Publikums und auf Kosten ihrer eigenen Tochter. Damit hat sie ihren Interessen einen Bärendienst erwiesen – ein Gleichnis für das von Joyce’ politischem Standpunkt aus das Gemeinwohl seiner Kurzsichtigkeit opfernde Dubliner Bürgertum.

### Gnade (Grace)
Tom Kernan stürzt in einer Kneipe volltrunken die Treppe hinunter. Seine Kameraden besuchen den Genesenden zu Hause und versprechen seiner desillusionierten Frau: „Wir machen einen neuen Menschen aus ihm.“ Wenn die Freunde Tom bessern können, dann aber nur durch ein „Komplott“: In einer Plauderei an seinem Krankenbett über Jesuiten, Priester und Päpste entlocken sie ihm das Zugeständnis, sie zu einem Bußgottesdienst zu begleiten. Aber das gemeinsame „Antanzen“ dort ist so wenig religiös motiviert wie die ablasshändlerische Predigt, die die anwesenden Geschäftsleute ermahnt, ihre „Konten“ vor Gott in Ordnung zu bringen – Gnade ist noch immer käuflich.
Die Erzählung macht sich über geistliche Angelegenheiten lustig: Der Glaube von Tom Kernan, einem Handlungsreisenden, und seinen Freunden, drei geachteten Angestellten der Behörden und einem Krämer, ist wenig tiefgehend, zu wenig für das offiziell tiefkatholische Irland. Nach Ellmann parodiert Joyce hier Dantes Göttliche Komödie hin: Die Komposition beginne mit der Hölle einer Dubliner Kneipe, leite dann über zum Fegefeuer der Genesung eines Säufers ende mit dem Paradies, das Joyce in eine sehr weltlich orientierte Kirche verlegt.

### Die Toten (The Dead)
Siehe auch: Die Toten (James Joyce)
Diese letzte und umfangreichste Erzählung von 50 Druckseiten bildet den Schwerpunkt der Sammlung. Die Erzählung gilt als „eine Achse in Joyces Werk“ und wurde schon 1906/07 im Alter von 24/25 geschrieben. Thema ist der alljährliche Ball der drei Jungfern Morkan, das Eintreffen bestimmter Gäste, die Tänze, die Musik, das Essen, die Gespräche und vor allem die Gedanken von Gabriel Conroy, dem jungen Protagonisten.
In einem Dutzend detailliert beschriebener, überraschender Stimmungsumschwünge erfahren die Figuren, wie dünn der freundschaftliche Firnis ihrer unausgeloteten Beziehungen ist. Immer wieder entwickeln sich in den freundlich beginnenden Gesprächen gegenseitige Spitzen und Verletzungen, die unter der Oberfläche der Ausgelassenheit des Festes das brüchige Eis der Beziehungen offenbaren – die Figuren leben in einer anhaltenden Verunsicherung über die Wertschätzung ihrer Person im Auge der anderen und im Zweifel über die Aufrichtigkeit von Gunstbezeugungen. Joyce’ Analyse der Gespräche auf dem Fest zeigt immer wieder, dass auch die dort versammelte irische Gesellschaft voller Reibungen, voller Konflikte und voller Leben ist, die die von ihm so gehasste Paralyse von innen aufbrechen könnten.
Erst am Ende der an vielen Konversationsklippen scheiternden Verständigung gibt es eine dreifache Versöhnung: das allgemeine Lachen beim Aufbruch der Gäste, die Reue des Sängers nach seiner plötzlichen Schroffheit und – die Kernstelle – die Vergebung, in der Gabriel seiner Frau die Romanze mit einem früh verstorbenen Verehrer verzeiht und versöhnt beschließt, doch mit ihr an ihre familiären Ursprünge in den Westen der Insel zu reisen. Die Toten ist die einzige Erzählung der Dubliner, die nicht an Einzelnen eine irische Schwäche ironisch vorführt, sondern an der Gruppe der Gäste etwas Allgemeinmenschliches. Sie wird oft autobiografisch interpretiert als Verarbeitung persönlicher Erinnerungen, vor allem von Joyce’ Eifersucht auf einen Jugendfreund seiner Frau, der früh an Tuberkulose starb. Aber deutlich wird nach Richard Ellmann auch die Befürchtung, „dass die tote Stadt ungebührlich auf die lebende“ übergreifen könnte bzw. der wildere Westen der irischen Insel auf den kultivierteren Osten.
Dieses Ende und damit das der Dubliner insgesamt stellt die gleiche Situation dar, mit denen auch der Ulysses sowie Finnegans Wake, die zwei großen Joyce’schen Romane, enden, nämlich das Wach-im-Bett-liegen des einen Ehepartners, der in einem Inneren Monolog über den anderen nachdenkt. Bei aller Distanz gegenüber der irischen Paralyse lässt Joyce seine Hauptfigur Gabriel versöhnt einschlafen und die Dubliner mit der vagen Möglichkeit einer gemeinsamen Zukunft enden:

„Langsam schwand seine Seele, während er den Schnee still durch das All fallen hörte, und still fiel er, der Herabkunft ihrer letzten Stunde gleich, auf alle Lebenden und Toten.“

Laut Ellmann symbolisiert dieser Schnee „die Gegenseitigkeit, das Gefühl ihrer Wechselbeziehungen, ein Gefühl, dass keiner sein Alleinsein besitzt“.

## Deutung im größeren Zusammenhang

### Joyce überDubliner
Joyce vermutete, die Erzählungen würden als „Karikaturen“ aufgefasst und gab in einem Brief an Grant Richards zu: 

„Zuweilen scheint mir, ist es die schiere Bosheit, die meine Feder lenkt. […] Ich nenne die Serie [der Erzählungen] Dubliner, um die Seele jener Hemiplegie oder Paralyse bloßzustellen, die viele für eine Stadt halten.“

Anthony Burgess, der über Joyce mit Joyce für Jedermann gearbeitet hat, gab dem Kapitel über dieses Buch den Namen „Eine paralysierte Stadt“:

„Doch wenn wir uns in Joyces Bücher stürzen, so stürzen wir in eine Art Dublin. Der Hügel von Howth steht für den Mann, der Fluß Liffey für die Frau, und am Ende ist die Stadt eine metaphysische, geeignet für die Ausbreitung der menschlichen Geschichte schlechthin. Doch bevor wir zu diesem Stadium der Vollendung vordringen, müssen wir Dublin erst als Paradigma aller modernen Städte betrachten, als Bühne für die Darstellung der Paralyse, als besudeltes Nest eines Dichters.“

### Dublinerals Vorläufer desUlysses
Eine Beziehung zu Joyce’ später geschriebenem Roman Ulysses besteht auf zweifache Weise: Die Schilderung des Tagesablaufes eines Anzeigenakquisiteurs namens Leopold Bloom sollte ursprünglich nur eine der Erzählungen dieses Buches werden, bevor Joyce sich entschied, sie zu einem Roman auszubauen. Einige der Personen im Ulysses kommen schon in den Dubliners vor. Die Erzählungen des Bandes führen daher ein in die „Welt Dublin“, die Joyce im Ulysses in wesentlich größerem Maßstab darstellte.

### Rezeption
Die Reihenfolge der Geschichten wird von der Literaturkritik auf unterschiedliche Weise interpretiert: Die einen sehen in ihnen chronologisch-autobiografische Züge realisiert, andere suchen hinter der Verlagerung ihrer topografischen Bezugspunkte einen tieferen Sinn der Auseinandersetzung des Autors mit seiner Heimatstadt. Joyce’ Biograph Jean Paris versteht die Geschichten als Exempla von Sünden im katholischen Sinne: Die ersten drei Geschichten erzählen seines Erachtens vom Verfall der drei theologischen Tugenden aus Glaube, Hoffnung und Liebe; in den sieben Geschichten von After the Race bis A Painful Case gehe es um die sieben Todsünden Hochmut, Geiz, Unzucht, Neid, Zorn, Völlerei und Trägheit, wobei jede Geschichte kumulativ auch die vorher thematisierten Sünden zum Inhalt habe; die letzten vier Geschichten hätten Verstöße gegen die klassischen Kardinaltugenden Tapferkeit, Gerechtigkeit, Mäßigung und Weisheit.

## Ausgaben
- James Joyce: Dubliners, Penguin Modern Classics 1956
- James Joyce: Dubliners, Bantam Books, New York 2005 (Bantam Classics), ISBN 0-553-21380-6.

## Übersetzungen
- James Joyce: Dubliner. Übersetzt von Dieter E. Zimmer, Frankfurter Ausgabe. Werke I, Suhrkamp, Frankfurt am Main 1969, ISBN 3-518-03386-7.
- James Joyce: Dubliner. Deutsch von Harald Beck. Philipp Reclam jun., Stuttgart 1994 u. ö., ISBN 978-3-15-020226-5.
- James Joyce: „Erde“ (aus dem Buch Dubliner).  Deutsch von Edward Viesel. Edward Viesel Media, Bad Belzig 2012. E-Book in HTML, PDF und EPUB

## Hörspielbearbeitung
- Dubliner, Hörspiel in zwölf Teilen. Aus dem Englischen von Dieter E. Zimmer. Mit Karin Anselm, Bibiana Beglau, Florian Fischer, Peter Fricke, Christian Friedel, Sylvester Groth, Paul Herwig, Brigitte Hobmeier, Nico Holonics, Thomas Thieme. Regie: Ulrich Lampen[12], Produktion: BR Hörspiel und Medienkunst 2012. Die Produktion ist auf 8 CDs im Hörverlag erschienen. ISBN 978-3-86717-834-1.

## CD
- Die Toten, Lesung. Gesprochen von Christian Brückner. Parlando Verlag, ISBN 978-3-941004-31-3